# درخت نان
درخت نان (با نام علمی Artocarpus altilis) گونه ای از درختان گلدار و از خانواده توت(با نام علمی موراسه) است و در آسیای جنوب شرقی و بیشتر جزایر اقیانوس آرام می‌روید. همچنین در جزایر بادپناه و جزایر بادگیر کارائیب رویش دارد. نام این گیاه از بافت میوهء پختهٔ آن گرفته شده که شبیه به نان تازه پخته شده‌است.
نیاکان پلی نزیایی این گیاه را در ناحیه شمال غربی گینه نو و در حدود ۳۵۰۰ سال پیش یافتند.

## توصیف
درخت نان تا ارتفاع ۲۶ متر رشد می‌کند. برگهای درشت و ضخیم دارد و در همهٔ بخش‌های این درخت شیرابه ای وجود دارد که برای درزبندی قایق سودمند است. این درخت، تک پایه است و گلهای نر و ماده بر روی همان درخت می‌رویند. نخست، گل‌های نر پدیدار می‌شوند و بمدت کوتاهی پس از آن گل‌های ماده که در طبق رشد می‌کنند سه روز پس از پدیدار شدن قادر به گرده افشانی هستند. با این ترکیب، میوه‌ای کاذب از گلپوش متورم شده به وجود می اید که حاصل از ۱۵۰۰ تا ۲۰۰۰ گل است و بر روی پوست میوه به همچون دیسک‌های شش گوش مانند قابل مشاهده‌اند.
درخت نان، یکی از گیاهان با بازدهی بالاست و هر درخت در هر فصل بیش از ۲۰۰ میوه می‌سازد.

## عادت‌ها
درخت نان از گونه‌های کم ارتفاع استوایی است و بهترین شرایط رشد را در زیر ارتفاع ۶۵۰ متر (۲،۱۳۰ فوت) داراست. اما در ارتفاع ۱،۵۵۰ متر (۵،۰۹۰ فوت) نیز یافت می‌شود. نیاز به بارش ۱،۵۰۰-۳،۰۰۰ میلی‌متر (۵۹-۱۲۰) در هر سال دارد و قادر به رشد در ماسه‌های مرجانی و خاک‌های شور نیز هست.

## نگارخانه

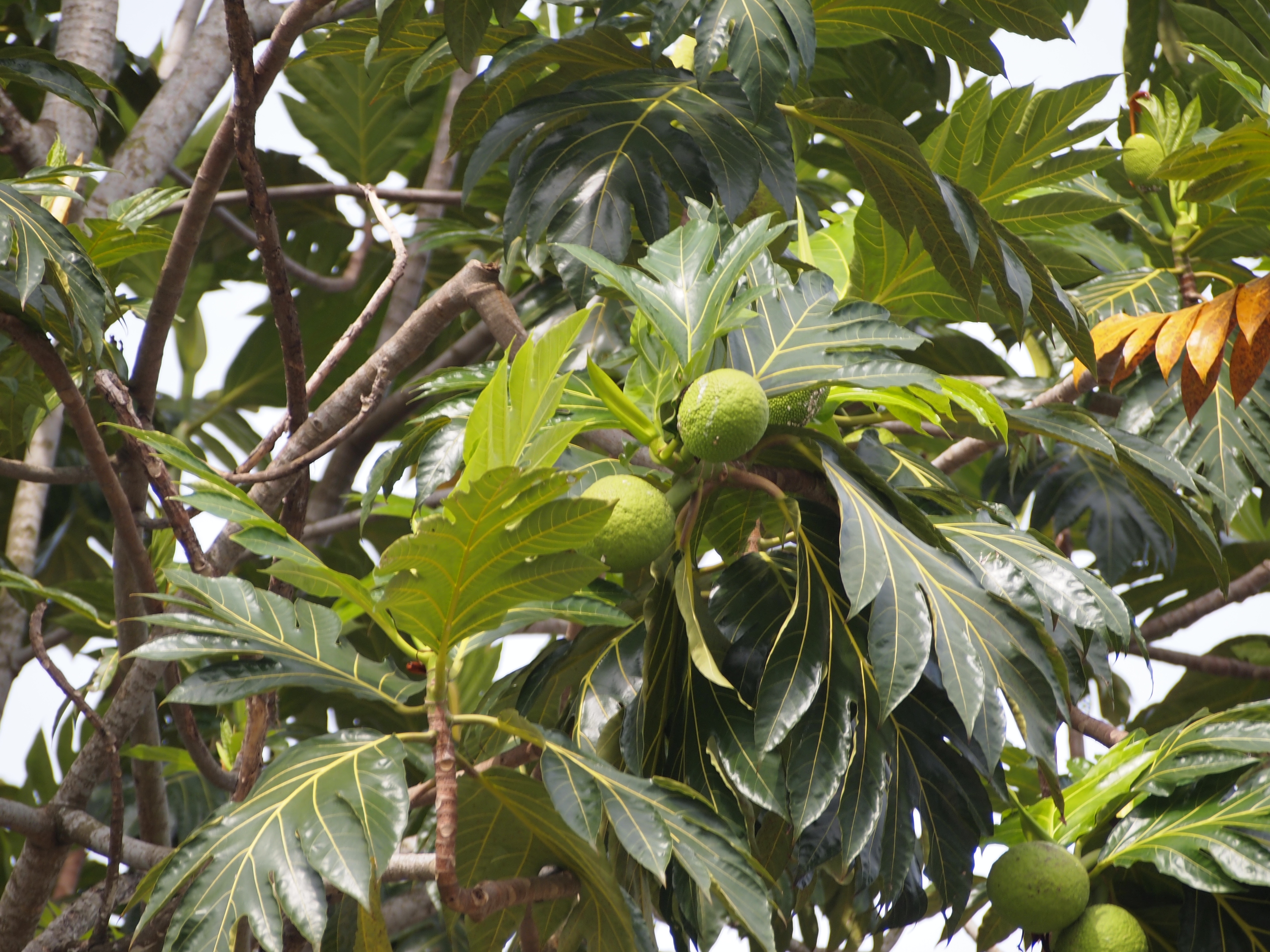
Artocarpus altilis در مالزی
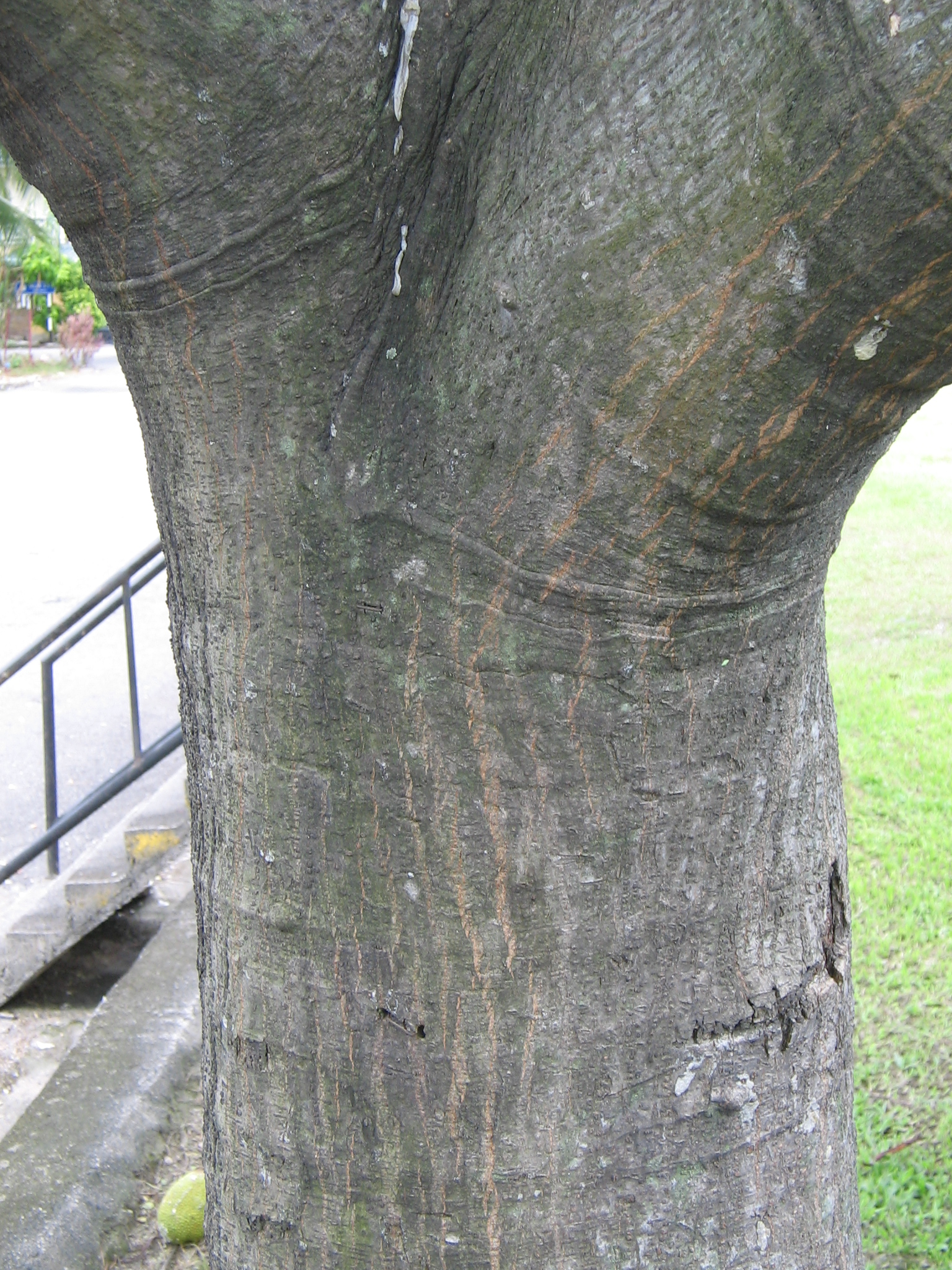
فرم تنه A. altilis
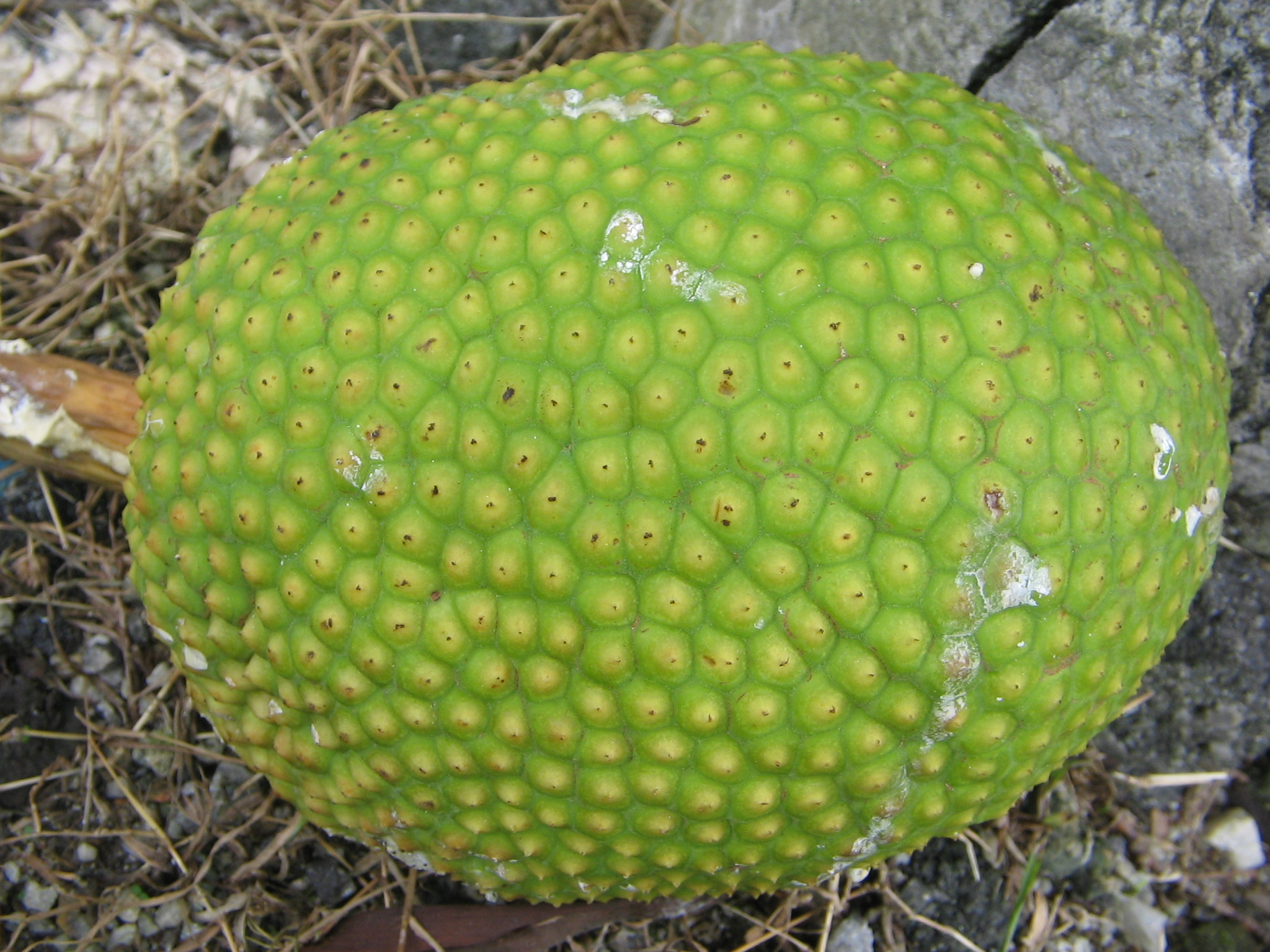
میوه رسیده در مالزی

## مطالب وابسته
- چمپداک (Artocarpus integer)
- جک فروت